# Running Up That Hill (singel Within Temptation)
Running Up That Hill – wydany w 2003 roku singel holenderskiej kapeli metalowej Within Temptation, będący coverem Kate Bush.

## Lista utworów
| Nr | Tytuł utworu                                           | Długość |
| -- | ------------------------------------------------------ | ------- |
| 1. | „Running up that Hill”                                 |         |
| 2. | „Running up that Hill” (Live at the Edisons Amsterdam) |         |
| 3. | „Mother Earth” (Orchestra Version)                     |         |
| 4. | „Caged” (Live at Lowlands 2002)                        |         |
| 5. | „Never Ending Story” (Live at Lowlands 2002)           |         |
| 6. | „Deceiver of Fools” (Live at Lowlands 2002)            |         |